# موزه مردم‌شناسی تهران

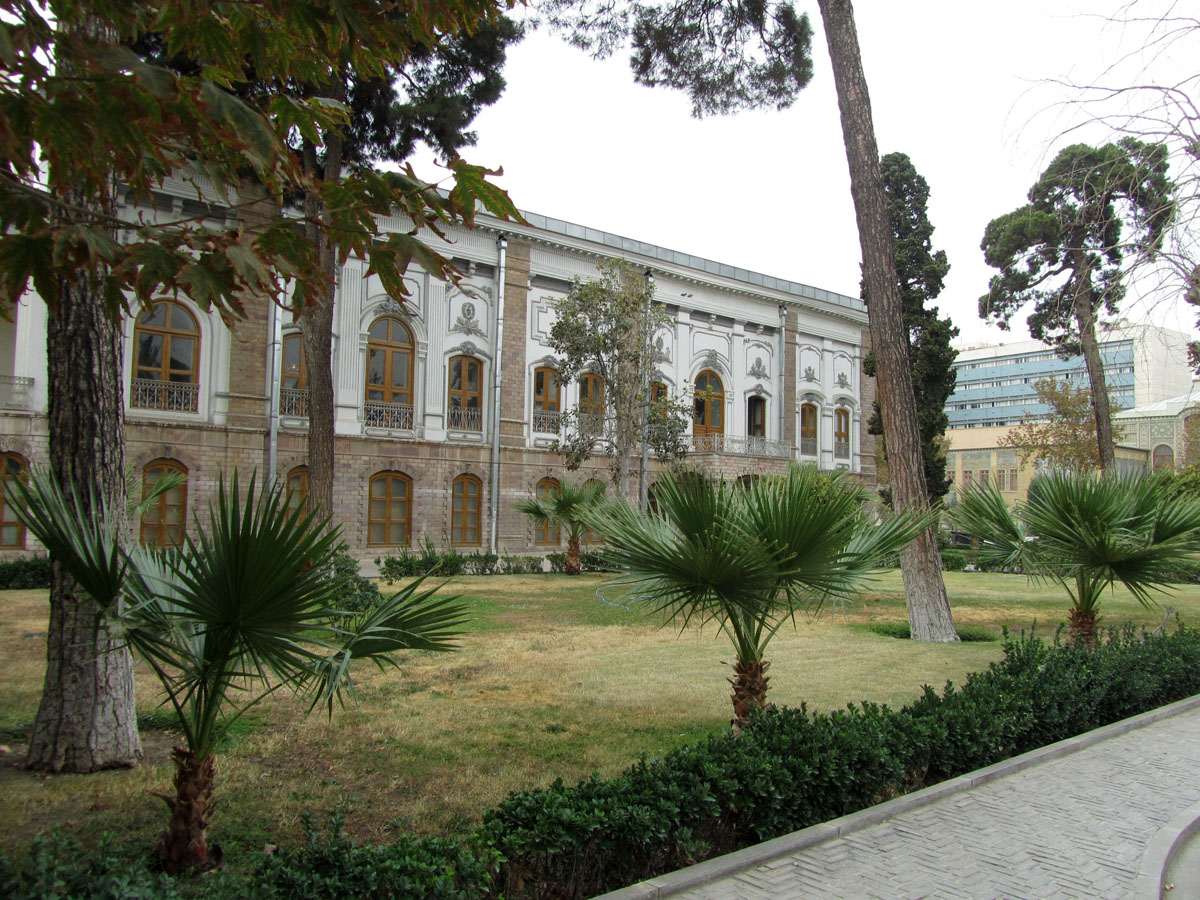
نمای بیرونی کاخ ابیض

موزه مردم‌شناسی، یکی از موزه‌های استان تهران است. این موزه که در سال ۱۳۱۴ بنیاد گردید، شامل آثار مربوط به مردم شهرستان‌های گوناگون ایران در دوره قاجاریه و معاصر می‌باشد. در سال ۱۳۴۷ موزه مردم‌شناسی از محل سابق به کاخ ابیض در مجموعه کاخ گلستان انتقال داده شد. این موزه دارای کارگاه‌های خطاطی، عکاسی، مجسمه‌سازی، نجاری و نیز کتابخانه، قرائت خانه، سالن سخنرانی و چهل و هفت غرفه مربوط به آثار گردآوری‌شده از سراسر ایران است. آثار موزه به شیوه موضوعی طبقه‌بندی شده و به نمایش درآمده‌اند. این موزه در میدان ۱۵ خرداد داخل محوطه کاخ گلستان واقع شده‌است.

## کاخ ابیض
این کاخ یکی از کاخ‌های زیبای واقع در مجموعهٔ کاخ گلستان (در میدان ارگ تهران) است که امروزه به عنوان موزهٔ مردم‌شناسی مورد بازدید عموم قرار می‌گیرد.
در اواخر سلطنت ناصرالدین شاه، شاه سلطان عبدالحمید، پادشاه عثمانی مقداری اثاثیه ارزشمند و گرانبها برای شاه ایران فرستاده چون در آن هنگام تقریباً همه کاخها و تالارهای سلطنتی با تابلوها و اثاثیه متعدد پر و آراسته شده بود، از این رو ناصرالدین شاه تصمیم گرفت که در گوشه جنوب غربی محوطه کاخ گلستان، که سابقاً محل کلاه فرنگی یا برج آغامحمدخانی بود، کاخ جدیدی بنا کند و هدایای سلطان را در آن جای دهد.
این بنا به علت سفیدی رنگ نمای ساختمان، که به شیوه بناهای قرن ۱۸ اروپا گچ‌بری و نماسازی شده بود و نیز به سبب آنکه پله‌ها سراسری کاخ مرمر سفید رگه‌دار بود، کاخ ابیض نامیده می‌شد. کاخ ابیض از همان ابتدای بنای خود به جلسه های هیئت دولت اختصاص یافت. جلسه ها تا سال ۱۳۳۳ شمسی، در این کاخ و در تالار سلطان عبدالحمید تشکیل می‌شد. در سال ۱۳۴۴ به سبب تاجگذاری محمدرضا شاه پهلوی در ضلع غربی و نیز طبقه پایین ساختمان تغییراتی به وجود آمد و از سال ۱۳۴۷ تا به امروز به موزه مردم‌شناسی تبدیل شد.
در پنجره‌هایی که در این عمارت بکار رفته، به سبب تأثیر معماری اروپایی نقشها ساده شده و از خطوط منحنی استفاده شده و به گره خورشیدی نام‌گذاری شده؛ ولی درب ورودی کاخ کاملاً طبق نقوش هندسی معماری قاجار ساخته شده که از گره هشت مشبک در زمینه نیم‌دایره استفاده شده‌است.

## معماری کاخ ابیض
همان طور که گفته شد در معماری کاخ از سبک اروپایی الهام گرفته شده است و نوع طراحی که برای پنجره های کاخ به کار رفته است گویای همین موضوع است زیرا طرح پنجره ها ساده و خطوط منحنی در آن ها به کار رفته است که نام این طرح گره خورشیدی است ولی با تمام این اوصاف در طرح در اصلی کاخ از سبک معماری قاجار استفاده شده است و از طرح گره هشت مشبک در زمینه نیم دایره به کار برده شده است.معماری آن شباهت زیادی به شمس العماره دارد و با نگاه به ساختمان این عمارت می توان شمس العماره را تجسم کرد
روایت شده است که شخص ناصرالدین شاه نقشه کاخ را طراحی کرده است و به گونه ای اندازه های دیوارهای تالار بزرگ کاخ را طراحی کرده است که متناسب با اندازه بزرگترین فرشی باشد که سلطان عبدالحمید به او هدیه داده است و پس از پایان ساخت کاخ با دستوراتی که خود ناصرالدین شاه برای تزیین تالار داده است به تالاری زیبا و مناسب برای پذیرایی از پادشاهان مبدل می شود.
که این تزیین ها شامل تابلو هایی می شود که شاه در سفر های خود به کشور های اروپایی به عنوان یادگاری دریافت می کرده است و یا بعد از سفر برای شاه فرستاده شده بودند و نقوش روی تابلو ها تصاویری از پادشاهان و ملکه های کشور های دیگر بوده است و نقاشی ها از نوع رنگ و روغن بوده اند.

## نگارخانه

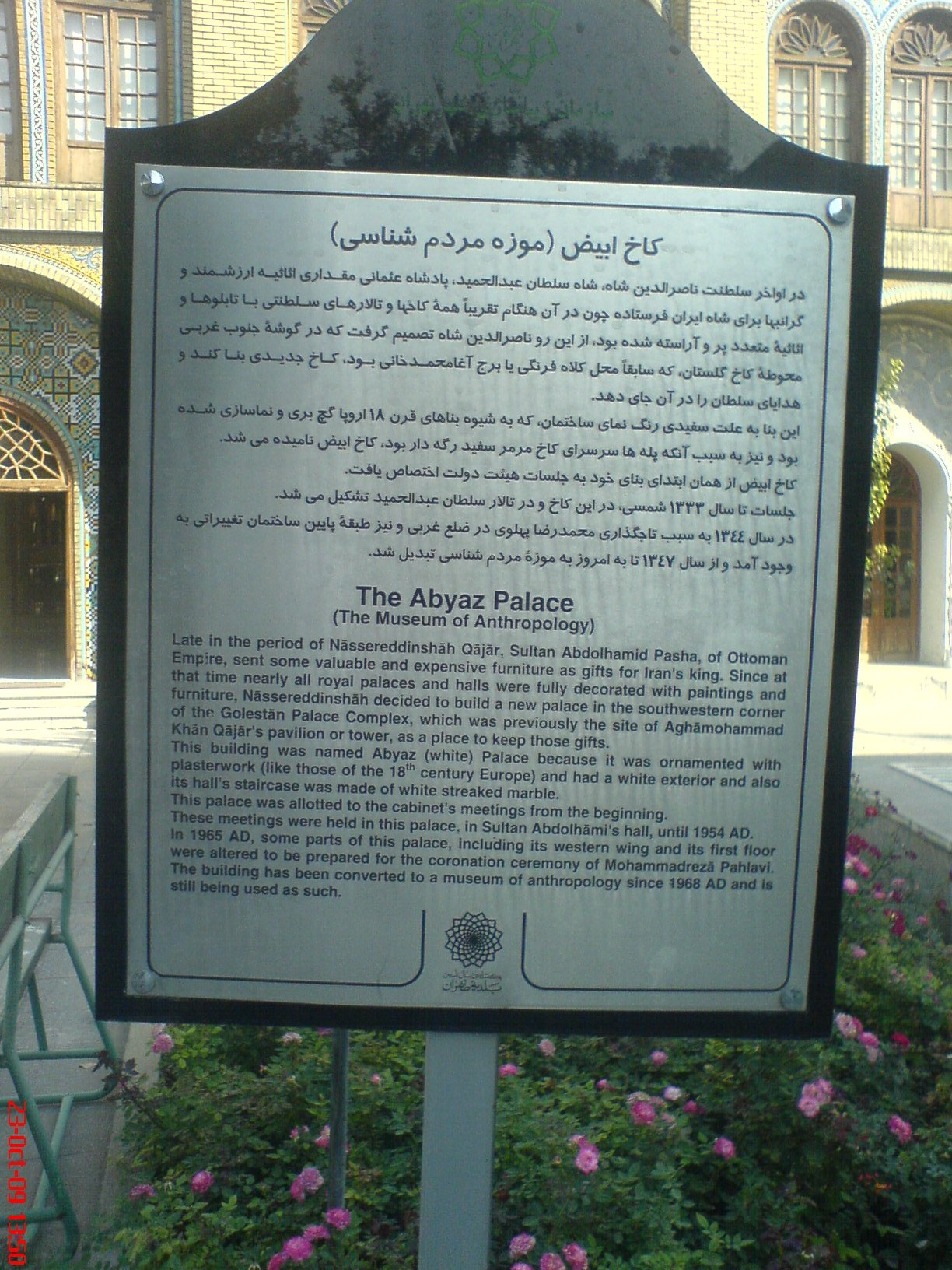
توضیحات مربوط به کاخ ابیض در تابلوی سازمان زیباسازی شهر تهران
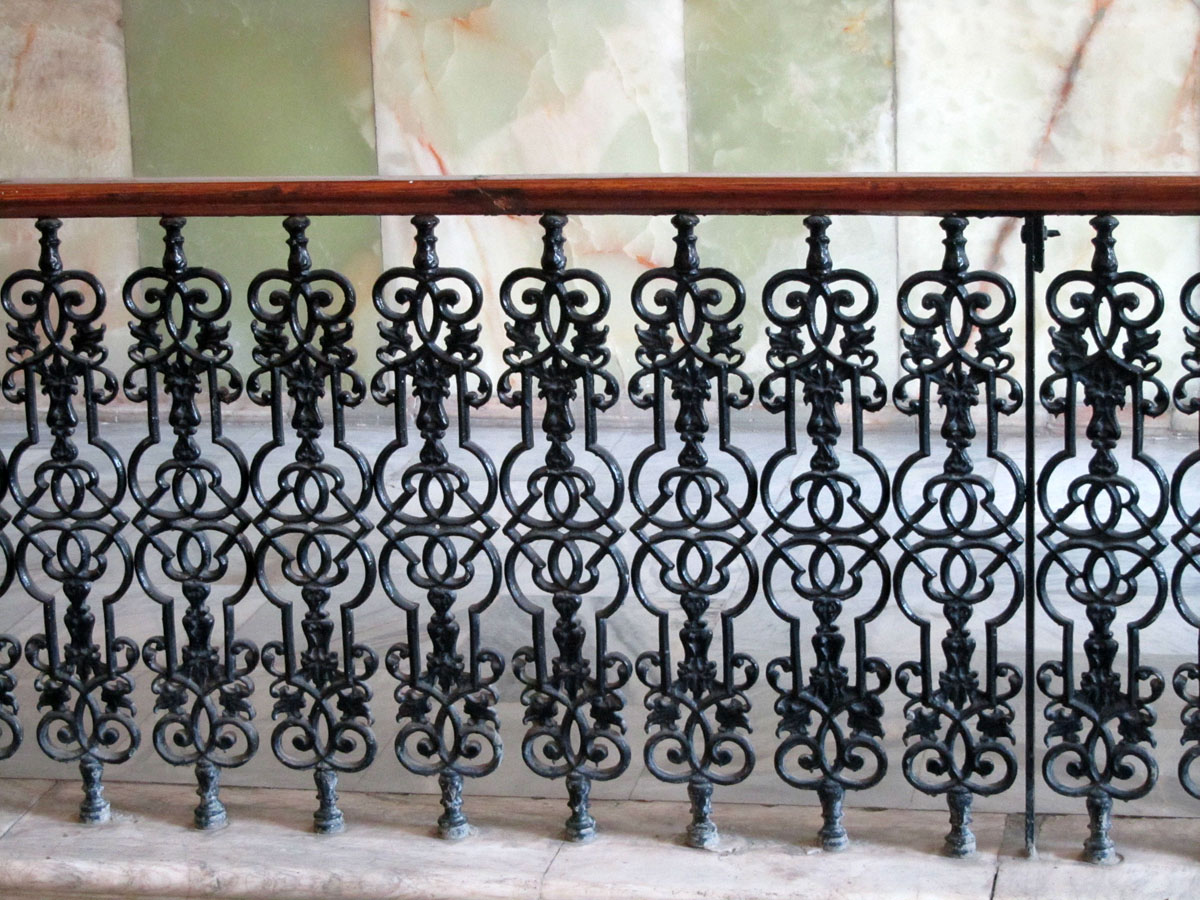
نرده راه‌پله کاخ ابیض
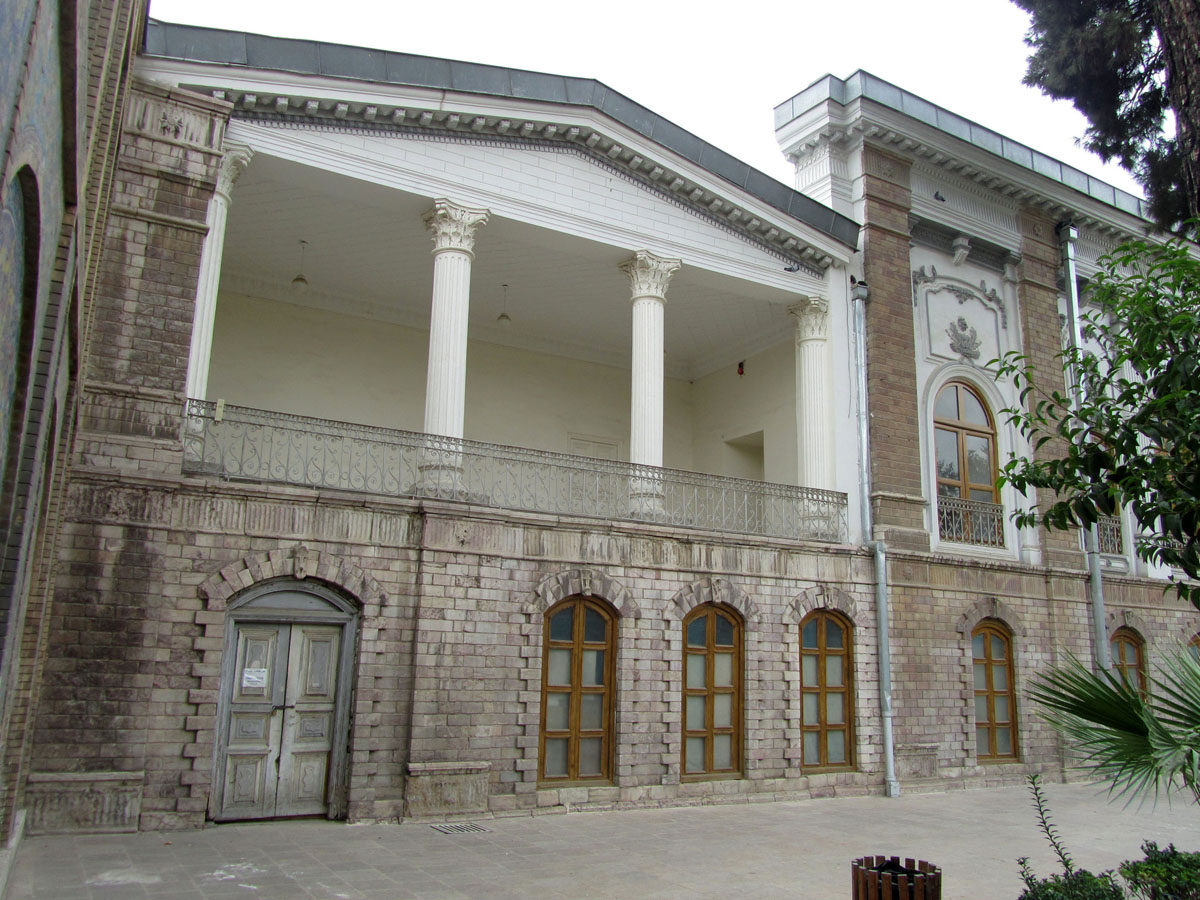
نمای پشت کاخ ابیض
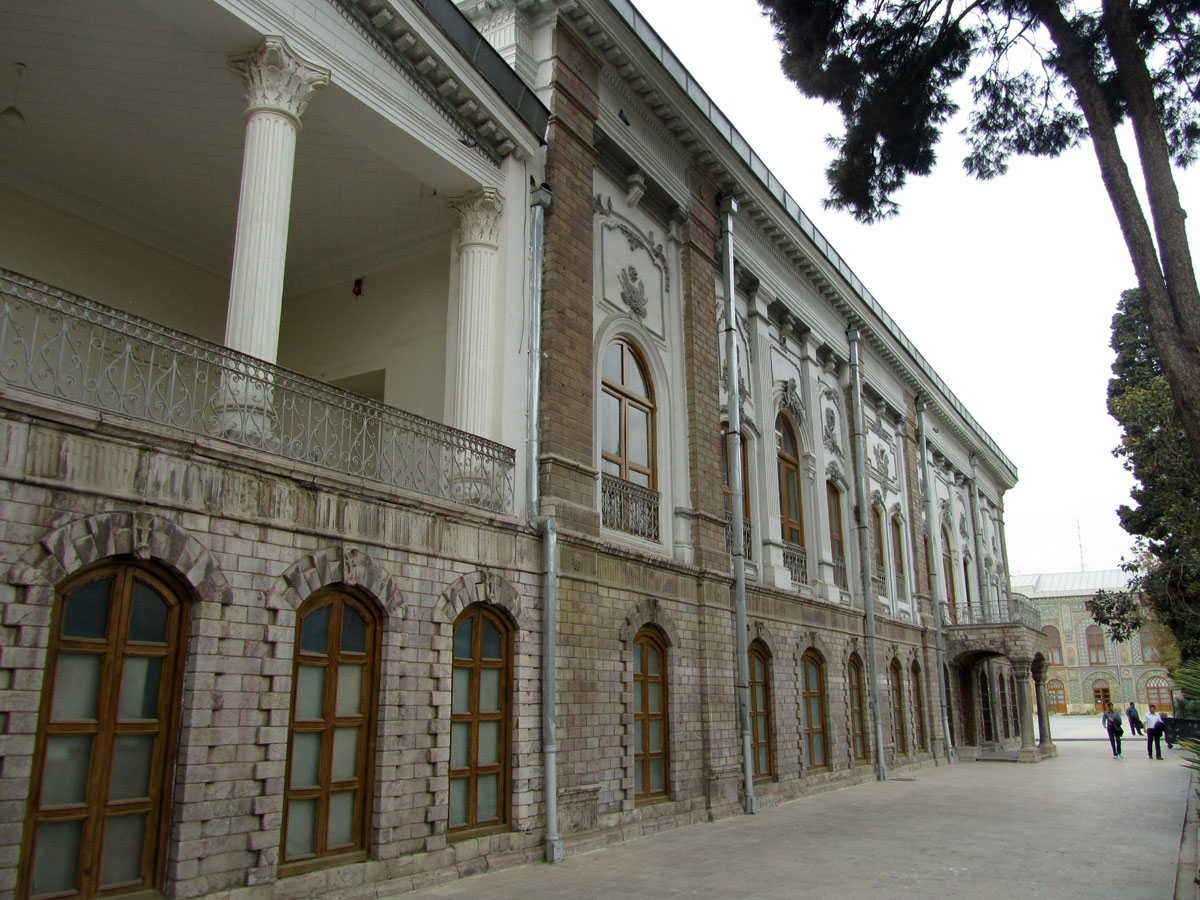
نمای پشت کاخ ابیض